# Martyr
Martyr è un singolo del gruppo musicale britannico Depeche Mode, l'unico estratto dalla raccolta The Best of Depeche Mode, Volume 1 e pubblicato il 30 ottobre 2006.
Il singolo non contiene nessuna nuova canzone come B-side ma solo la sua versione remixata.
Nel Regno Unito non ha riscosso il successo ricevuto in altri stati europei: in Italia all'uscita ha raggiunto la prima posizione nella classifica dei singoli della FIMI.

## La canzone
Il brano, scritto da Martin Gore e originariamente intitolato Martyr for Love, era già noto ai fan in quanto traccia scartata dal loro ultimo album in studio, Playing the Angel, uscito in Italia il 17 ottobre 2005, poiché caratterizzata da un'atmosfera non in linea con il resto del disco.

## Video musicale
Il videoclip del brano, realizzato da Robert Chandler, è un collage di vari spezzoni tutti tratti da video musicali e concerti live pubblicati in passato dai Depeche Mode durante la loro carriera; disposti in modo tale che seguano il testo della canzone. In un primo momento la creazione del video era stata affidata ad Andreas Nilsson e non era prevista la partecipazione del gruppo. Il lavoro di Nilsson, tuttavia, fu bocciato dalla band e sostituito con il collage realizzato in breve tempo da Chandler.
Non è al momento possibile fare commenti sulla versione realizzata da Nilsson e poi scartata, poiché essa non è stata resa disponibile al pubblico.
Gli spezzoni sono tratti dai seguenti:
Video musicali
- Just Can't Get Enough
- See You
- Love, in Itself
- People Are People
- Master and Servant
- Blasphemous Rumours
- Shake the Disease
- Stripped
- A Question of Time
- Strangelove
- Never Let Me Down Again
- Behind the Wheel
- Strangelove 88 (videoclip per la versione statunitense del singolo)
- Pimpf
- Personal Jesus
- Enjoy the Silence
- I Feel You
- Walking in My Shoes
- Barrel of a Gun
- It's No Good
- Dream On
- Precious
- Suffer Well

Esibizioni dal vivo
- 101
- Devotional
- Touring the Angel: Live in Milan

Proiezioni
- Behind the Wheel/Route 66 (World Violation Tour)

Il videoclip è entrato ben presto in heavy rotation sulle diverse televisioni musicali ed una sua anteprima è disponibile sul canale ufficiale della band.

## Tracce
Testi e musiche di Martin Gore.
CD singolo (Regno Unito – parte 1 - CDBONG39)
1. Martyr (Single Version)
2. Martyr (Booka Shade Full Vocal Mix)

CD singolo (Regno Unito – parte 2 - LCDBONG39)
1. Martyr (Paul van Dyk Remix Edit)
2. Martyr (Alex Smoke Gravel Mix)
3. Never Let Me Down Again (Digitalism Remix)

CD singolo (Regno Unito – promo - PCDBONG39)
1. Martyr (Single Version) - 3:23
2. Martyr (Paul van Dyk Radio Mix) - 3:40
3. Martyr (Paul van Dyk Vonyc Lounge Mix) - 7:06
4. Martyr (Paul van Dyk Dub Mix) - 10:21
5. Martyr (Paul van Dyk Remix) - 10:21
6. Martyr (Booka Shade Dub) - 8:17

DVD singolo (Regno Unito - DVDBONG39)
1. Martyr (Video Montage)
2. Martyr (Dreher & S.M.Art B.N. Reload Remix)
3. Martyr (Booka Shade Travel Mix)

Download digitale
1. Martyr (Paul Van Dyke Dub)
2. Martyr (Alex Smoke Bones Edit)
3. Martyr (Booka Shade Dub)
4. Martyr (U-MYX feature)

## Classifiche
| Classifica (2006)        | Posizione massima |
| ------------------------ | ----------------- |
| Austria                  | 31                |
| Belgio (Fiandre)         | 48                |
| Belgio (Vallonia)        | 54                |
| Danimarca                | 3                 |
| Europa                   | 2                 |
| Finlandia                | 18                |
| Francia                  | 64                |
| Germania                 | 2                 |
| Italia                   | 1                 |
| Paesi Bassi              | 74                |
| Regno Unito              | 13                |
| Spagna                   | 1                 |
| Stati Uniti (dance club) | 22                |
| Svezia                   | 10                |
| Svizzera                 | 17                |